# Luis Moreno (calciatore 2005)
Luis Johan Moreno Zuñiga (Guayaquil, 28 febbraio 2005) è un calciatore ecuadoriano, centrocampista dell'Universidad Católica.

## Carriera

### Club
Cresciuto nel settore giovanile dell'Universidad Católica, ha debuttato in prima squadra l'11 novembre 2023 nell'incontro di Serie A vinto 1-0 contro il Cumbayá; ha segnato il suo primo gol il 26 ottobre 2024, contro l'Emelec.

### Nazionale
Nel 2025 ha partecipato con la nazionale ecuadoriana Under-20 al campionato sudamericano di categoria.

## Statistiche

### Presenze e reti nei club
Statistiche aggiornate al 27 giugno 2025.
| Stagione        | Squadra              | Campionato      | Campionato | Campionato | Coppe nazionali | Coppe nazionali | Coppe nazionali | Coppe continentali | Coppe continentali | Coppe continentali | Altre coppe | Altre coppe | Altre coppe | Totale | Totale | Totale |
| Stagione        | Squadra              | Comp            | Pres       | Reti       | Comp            | Pres            | Reti            | Comp               | Pres               | Reti               | Comp        | Pres        | Reti        | Pres   | Reti   |        |
| --------------- | -------------------- | --------------- | ---------- | ---------- | --------------- | --------------- | --------------- | ------------------ | ------------------ | ------------------ | ----------- | ----------- | ----------- | ------ | ------ | ------ |
| 2023            | Universidad Católica | A               | 1          | 0          | -               | -               | -               | -                  | -                  | -                  | -           | -           | -           | 1      | 0      |        |
| 2024            | Universidad Católica | A               | 11         | 1          | CE              | 3               | 0               | CS                 | 1                  | 0                  | -           | -           | -           | 15     | 1      |        |
| 2025            | Universidad Católica | A               | 13         | 0          | -               | -               | -               | CS                 | 6                  | 1                  | -           | -           | -           | 19     | 1      |        |
| Totale carriera | Totale carriera      | Totale carriera | 25         | 1          |                 | 3               | 0               |                    | 7                  | 1                  |             | -           | -           | 35     | 2      |        |